# مايك روسون
مايك روسون (بالإنجليزية: Mike Rawson) هو منافس ألعاب قوى بريطاني، ولد في 26 مايو 1934 في برمنغهام في المملكة المتحدة، وتوفي بنفس المكان في 26 أكتوبر 2000.

## وصلات خارجية
- مايك روسون على موقع الاتحاد الدولي لألعاب القوى (الإنجليزية)
- مايك روسون على موقع اللجنة الأولمبية الدولية (الإنجليزية)
- مايك روسون على موقع أوليمبيديا (الإنجليزية)
- مايك روسون على موقع اللجنة الأولمبية البريطانية (الإنجليزية)
- مايك روسون على موقع اتحاد ألعاب الكومنولث (مؤرشف) (الإنجليزية)